# هاياتو نيشينوأو
هاياتو نيشينوأو (باليابانية: 西埜植 颯斗) (مواليد 21 فبراير 1996) هو لاعب كرة قدم ياباني.

## وصلات خارجية
- هاياتو نيشينوأو على موقع رابطة كرة القدم اليابانية للمحترفين (اليابانية)
- هاياتو نيشينوأو على موقع Soccerway.com (الإنجليزية)
- هاياتو نيشينوأو على موقع عالم كرة القدم.نت (الإنجليزية)